# Stuart O’Keefe
Stuart Antony A. O’Keefe (ur. 4 marca 1991 w Eye, Anglia) – angielski piłkarz występujący na pozycji pomocnika w Cardiff City.

## Statystyki kariery
| Sezon   | Klub               | Kraj   | Rozgrywki      | Mecze | Bramki |
| ------- | ------------------ | ------ | -------------- | ----- | ------ |
| 2008/09 | Southend United    | Anglia | League One     | 3     | 0      |
| 2009/10 | Southend United    | Anglia | League One     | 7     | 0      |
| 2010/11 | Crystal Palace     | Anglia | Championship   | 4     | 0      |
| 2011/12 | Crystal Palace     | Anglia | Championship   | 13    | 0      |
| 2012/13 | Crystal Palace     | Anglia | Championship   | 5     | 0      |
| 2013/14 | Crystal Palace     | Anglia | Premier League | 12    | 1      |
| 2014/15 | Crystal Palace     | Anglia | Premier League | 2     | 0      |
| 2014/15 | Blackpool (wyp.)   | Anglia | Championship   | 4     | 0      |
| 2014/15 | Cardiff City       | Anglia | Championship   | 6     | 0      |
| 2015/16 | Cardiff City       | Anglia | Championship   | 24    | 2      |
| 2016/17 | Cardiff City       | Anglia | Championship   | 8     | 0      |
| 2016/17 | Milton Keynes Dons | Anglia | League One     | 18    | 4      |
| 2017/18 | Portsmouth         | Anglia | League One     | 21    | 0      |
| 2017/18 | Plymouth Argyle    | Anglia | League One     | 11    | 0      |